# نخبة الدهر في عجائب البر والبحر
نُخبَة الدَّهرِ في عَجائبِ البَرَّ والبَحرِ هو كتاب من تأليف شمس الدين أبي عبد الله محمد بن أبي طالب الأنصاري (654-727هـ/ 1256-1327م)، الكتاب مكون من 9 أبواب ولكل باب له عدة فصول، يتناول فيه مواضيع جغرافية وتاريخية ويذكر العديد من عجائب الكوكب ويتحدث فيه عن علم الفلك وعلم المعادن.

## المقدمة
كتب المؤلف في مقدمته «هذا الكتاب سميته نُخبَة الدَّهرِ في عَجائبِ البَرَّ والبَحرِ يشتمل على العلم بهيئة الأرض وأقاليمها وتقاسيمها واختلاف القدماء في ذلك وعلاماتها ومعمورها من البحار المتصلة والمنفصلة والجبال والأنهار والممالك ومسالكها والأمصار الكبار والآثار القديمة والعمائر العظيمة والعيون والآبار والينابيع العجيبة والحيوان النادر الشكل والنبات الغريب والمعادن الدائمة والأحجار الثمينة.»

## أبواب الكتاب
1. الباب الاول في كلام الأرض ويتكون من 10 فصول.
2. الباب الثاني في ذكر المعادن السبعة ويتكون من 11 فصلاً.
3. الباب الثالث في ذكر الأنهار والعيون والآبار وينابيعها ويتكون 6 فصول.
4. الباب الرابع في الكلام على كثرة المياه وما قالت القدماء في إحاطته بالأرض إلاّ البارز منها ويتكون من 6 فصول.
5. الباب الخامس في ذكر بحر الروم ويتكون من 6 فصول.
6. الباب السادس في ذكر بحر الجنوب والخليج الأكبر ويتكون من 8 فصول.
7. الباب السابع في ذكر المماليك الشرقية ويتكون من 13 فصلًا.
8. الباب الثامن في وصف الممالك الغربية ويتكون من 6 فصول.
9. الباب التاسع في وصف انساب الأمم ويتكون من 9 فصول.